# Packard
Packard Motor Car Co var en amerikansk biltillverkare som byggde bilar i Detroit, Michigan mellan 1903 och 1958.

## Historik

### 1899-1918
Bröderna J.W. och W.D. Packard startade Ohio Automobile Company i Warren, Ohio 1899. Deras första bilar var typiska amerikanska motor buggys, med encylindrig motor mitt i bilen, kedjedrift och stora trådekerhjul. Tom Fetch korsade USA, från San Francisco till New York på 61 dagar med en av dessa bilar 1903. Samma år flyttade Packard verksamheten till Detroit och döpte om företaget till Packard Motor Car Co, samtidigt som man började producera fyrcylindriga bilar med motorn fram. Dessa bilar fick snart rykte om att hålla hög kvalitet, men det var först med introduktionen av den sexcylindriga Model 48 1912 som Packard blev en av den amerikanska bilindustrins tre stora P:n (de bägge andra var Peerless och Pierce-Arrow). När Cadillac introducerade sin V8-motor 1915, kontrade Packard med Twin Six-modellen året därpå, med världens första serieproducerade V12-motor. Modellen tillverkades fram till 1923.

### 1919-1945
I lågkonjunkturen som följde på första världskriget kompletterade Packard modellprogrammet med en mindre och billigare sexcylindrig bil 1920. År 1924 avlöstes Twin Six-modellen av Packards första raka åtta. I slutet av 1920-talet blomstrade ekonomin och efter 1928 tillverkades bara åttacylindriga bilar, samtidigt som Packard arbetade på en ny V12:a. När den nya Packard Twelve presenterades 1932, såg ekonomin helt annorlunda ut, men Packard klarade depressionstiden ganska väl, genom att sänka priserna på sina minsta åttor.
År 1935 presenterades en billigare åttacylindrig modell kallad 120, med individuell framhjulsupphängning och hydrauliska bromsar. År 1937 tillkom den ännu mindre sexcylindriga 110 och detta år sålde Packard över 122.000 bilar. Lyxbilstillverkaren hade blivit volymproducent. Samtidigt arbetade 80% av företagets anställda med att bygga de största modellerna, ofta kallade ”Senior Packards”, som stod för mindre än 10% av försäljningen. I slutet av 1930-talet hade utvecklingen av de åttacylindriga motorerna kommit så långt, avseende toppeffekt och gångkultur, att de mångcylindriga motorerna blivit överflödiga och tillverkningen av V12:an upphörde sommaren 1939.
Under andra världskriget byggde Packard Rolls-Royce Merlin flygmotorer på licens för amerikanska stridsflygplan.
En vanlig missuppfattning är att pressverktygen till de stora bilarna såldes till Sovjetunionen under andra  världskriget, där de återuppstod som statslimousinen ZIS. ZIS är helt och hållet en rysk bil med stora drag av Packard framför vindrutan och där bakdelen liknar GM-bilarna Buick/Cadillac.

### 1946-1958
Packard hade introducerat en ny kaross för sina mindre modeller 1941. När produktionen startade igen efter kriget baserades alla modeller på denna Clipper-kaross och någon ny ”Senior Packard” återkom aldrig. Packard fortsatte att satsa på mellanklassmodellerna och lyxmodellerna fick hålla till godo med lite längre hjulbas och finare inredningsmaterial. År 1948 genomfördes en uppdatering av Clipper-karossen. Den kostsamma grundstrukturen behölls, men ytterpanelerna ritades om så att bilarna såg någorlunda moderna ut. Året därpå presenterade man en egenutvecklad automatväxellåda.
År 1951 kom Packards första ”riktiga” efterkrigsmodell. Den sexcylindriga motorn var borta, men åttorna var samma sidventilsmotorer som hängt med sedan 1924. Packard insåg att man inte ensamma skulle överleva kampen med de tre stora, GM, Ford och Chrysler och såg sig om efter en partner. År 1954 gick man samman med Studebaker. I praktiken köpte Packard upp Studebaker, som låg ännu sämre till i konkurrensen.
År 1955 gjorde Packard återigen en lyckad uppdatering av sin befintliga grundkaross och med nya ytterpaneler såg bilarna helt moderna ut. Samtidigt introducerades en ny generation V8-motorer med toppventiler. Försäljningen fick en rejäl skjuts uppåt, men redan året därpå sjönk den oroväckande igen. Packards ledning beslutade då att stoppa produktionen i Detroit och 1957 års modeller tillverkades i Studebakers fabrik i South Bend, Indiana och med Studebaker-karosser. Planen var att hitta finansiärer för att utveckla en ny Packard, men detta misslyckades och efter ännu en årsmodell med South Bend-bilar lades märket ner 1958.

## Bildgalleri

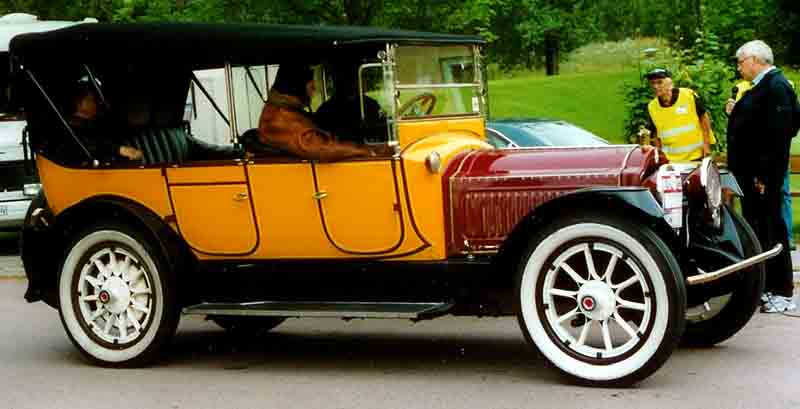
Packard Twin Six 1916.
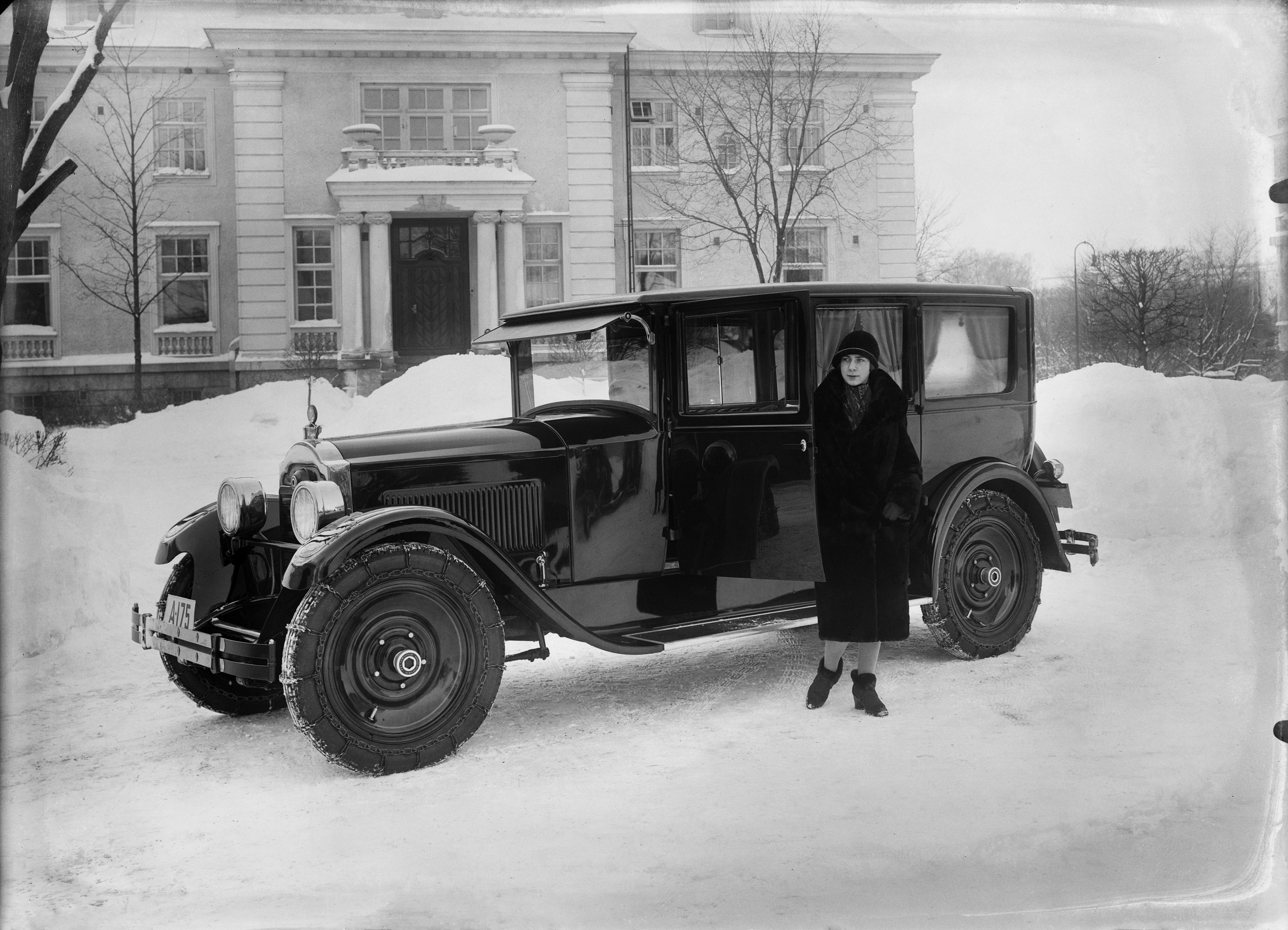
Packard 1926 på Östra Allégatan i Brunnsparken i Helsingfors.
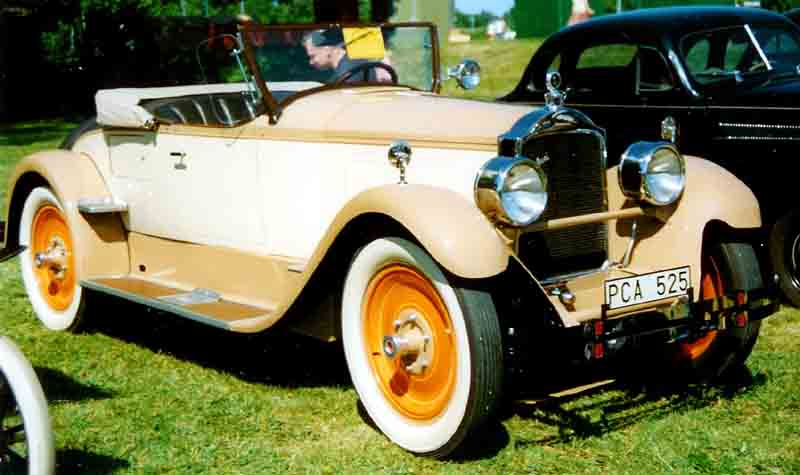
Packard Six 1927.
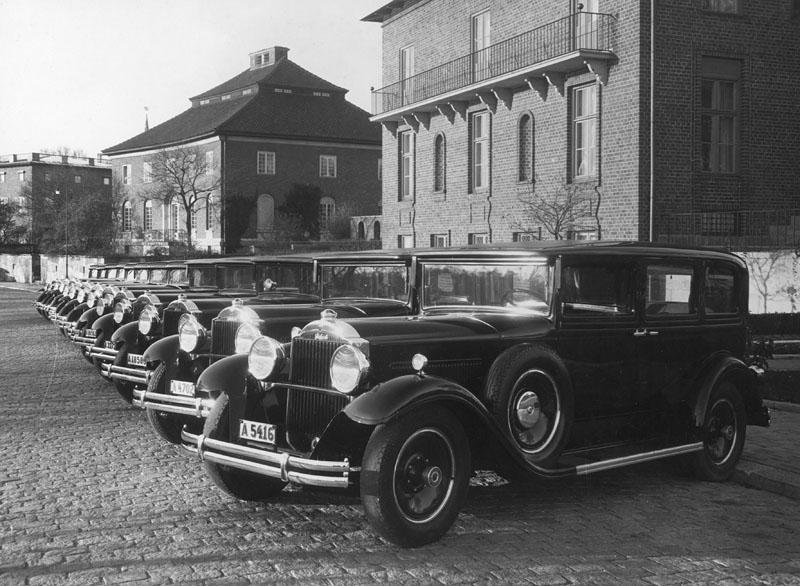
Ett tiotal Packard Eight hyrbilar från Freys Hyrverk på Nobelgatan framför Villa Hjorth i Diplomatstaden i Stockholm, mellan 1930 och 1934.
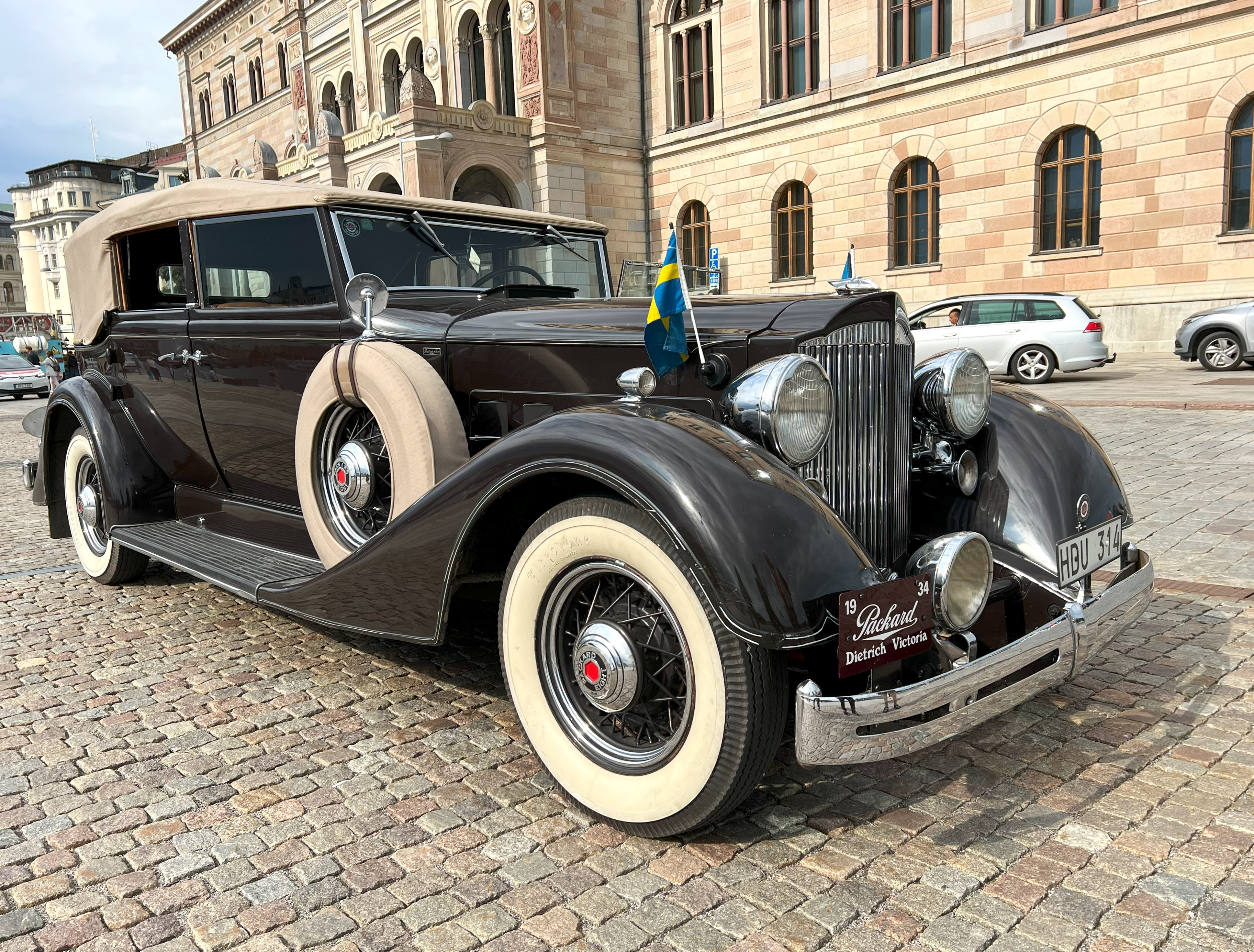
Packard Eight 1934.
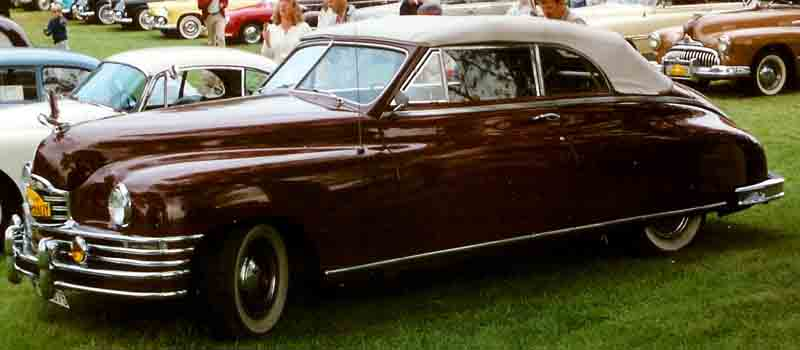
Packard DeLuxe Eight 1949.
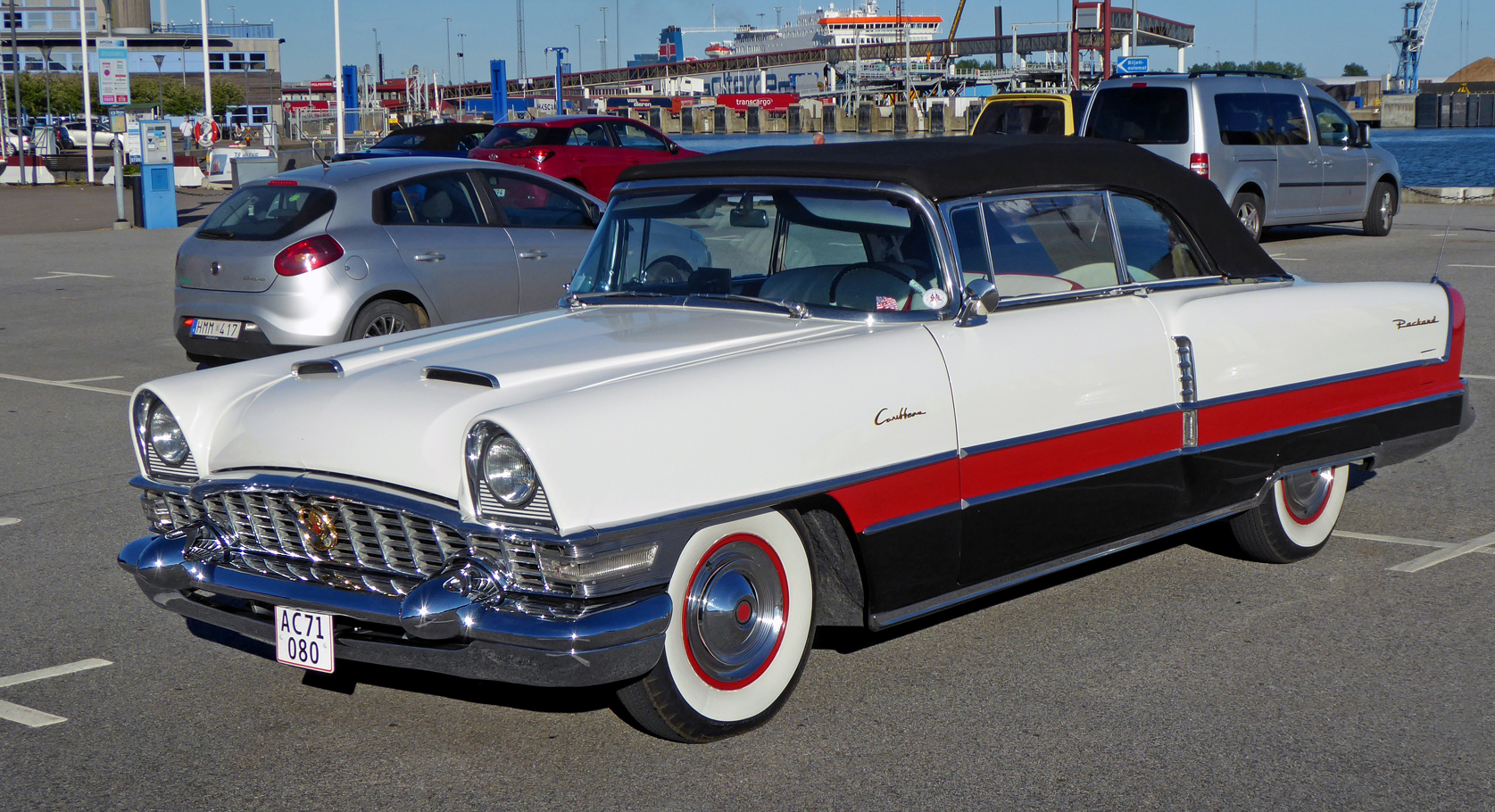
1955 Packard Caribbean Convertible i Ystad, 2018.